# كاريل زلينكا
كاريل زلينكا (بالإيطالية: Karel Zelenka)‏ هو متزلج فني إيطالي، ولد في 31 مارس 1983 في لوني في التشيك.

## وصلات خارجية
- كاريل زلينكا على موقع الاتحاد الدولي للتزلج (الإنجليزية)
- كاريل زلينكا على موقع أوليمبيديا (الإنجليزية)